# 오픈 소스 소프트웨어

오픈 소스 이니셔티브 로고

오픈 소스 소프트웨어(Open source software; OSS, 문화어: 공개원천소프트웨어)는 소스 코드를 공개해 누구나 특별한 제한 없이 그 코드를 보고 사용할 수 있는 오픈 소스 라이선스를 만족하는 소프트웨어를 말한다. 통상 간략하게 오픈 소스라고 말하기도 하며 대한민국의 공공기관에서는 공개 소프트웨어라는 표현을 사용한다. (단, 저작권위원회에서는 오픈소스SW를 사용한다.)
오픈 소스 모델이나 다양한 독립 정보원의 협동 개발은 한 기업이 개발하거나 유지할 수 있는 것보다 훨씬 더 다양한 디자인 관점의 범위를 만든다. 2008년, Standish Group에 의한 리포트에 따르면 오픈 소스 소프트웨어 모델의 채택은 소비자에게 연간 600억 달러의 절약을 가능하게 한다고 한다.
통상 오픈 소스 소프트웨어는 자유 소프트웨어와 비슷하지만, 자유 소프트웨어는 자유 소프트웨어 재단과 GNU 프로젝트와 관련된 소프트웨어에서 자유를 중시하는 의미에서 사용하고 오픈 소스 소프트웨어는 소스의 형태 자체를 중시하는 말이다.
Open Source Initiative(OSI)-opensource.org는 공개 소스 정의(OSD)의 관리 및 촉진을 담당하는 비영리 조합이다. OSI가 인증하는 공개 소스 소프트웨어(OSS) 인증 마크를 통해 소프트웨어가 실제로 공개 소스라는 것을 증명하고, 공개 소스의 복제도 가능하다. 소프트웨어의 소스 코드를 자유롭게 읽고, 재배포 및 개조를 가능하게 함으로써 소프트웨어가 향상되고, 한 사람이 느린 속도로 소프트웨어를 개발하는 것보다 여러 사람들이 고치고 쓰고 버그를 개선하는 것이 보다 빠를 수 있다는 공개 소스의 기본 이념을 구현하는 단체이다.

## 같이 보기
- 자유-오픈 소스 소프트웨어 패키지 목록
- 사유 소프트웨어

## 참고 문헌
- IT용어사전, 한국정보통신기술협회